# Acerías Paz del Río

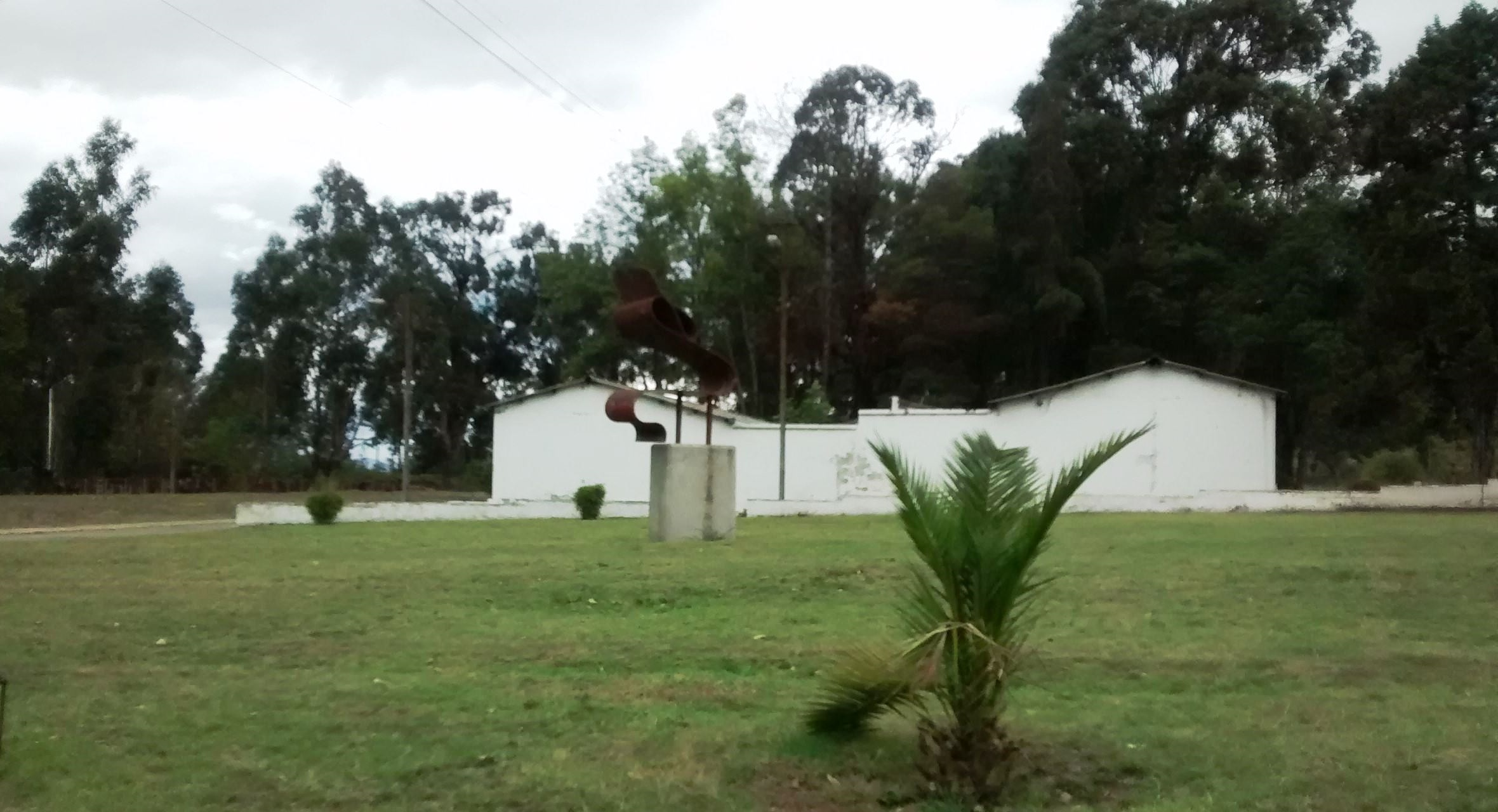
Monumento a plancha de laminador, Belencito, Nobsa, Boyacá.

Acerías Paz del Río es una empresa siderúrgica de Colombia, es propiedad del grupo empresarial Trinity Capital. Es la Siderúrgica más grande de Colombia.
En 2022 le aportó al país alrededor de 420.000 toneladas de acero.

## Historia
En los años 1940, a lo ancho del valle del río Chicamocha, no había otras edificaciones que una larga casa colonial, que en el pasado fue el “Convento Agustino de Belencito” y la capilla “Nuestra Señora de Belencito” de cal con una sola torre. “Belencito” se llamaba el lugar y a los historiadores les interesaba el lugar porque allí murió el general de origen irlandés James Rooke comandante de la Legión Británica herido en la Batalla del Pantano de Vargas.

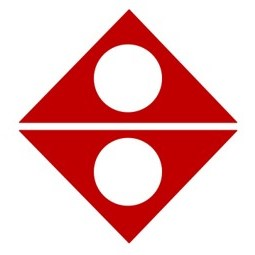
Logo anterior de Acerías

Acerías Paz del Rio, fue constituida en 1948 en el Departamento de Boyacá, con el nombre de “Empresa Siderúrgica Nacional de Paz de Rio”, ubicada principalmente en la antigua hacienda “Belencito”, localizada  en la jurisdicción de los municipios de Nobsa y Corrales, aprovechando su estratégica posición a los cercanos yacimientos de caliza, y de mineral de hierro y de carbón en el municipio de Paz de Río, al igual que al Lago de Tota como reserva y fuente hídrica.
La producción en pleno de la compañía se inició en 1954, cuando pasó a llamarse Acerías Paz del Río, S.A. En 2007 el grupo empresarial brasileño Votorantim adquirió el 51.1% de las acciones de la compañía. En 2022 el grupo empresarial Trinity Capital adquirió el 67% de las acciones de la compañía.

### Símbolos
El primer símbolo de la empresa fue una cuchara siderúrgica que vierte acero. El segundo símbolo fue dos triángulos rojos y dos círculos blancos, que representaban el proceso de un laminador de acero. El tercer símbolo es un círculo con varios puntos de diferentes tonalidades.